# 5a etapa del Tour de França de 2014
La 5a etapa del Tour de França de 2014 es disputà el dimecres 9 de juliol de 2014 sobre un recorregut de 152,5 km entre Ieper, a la província belga de Flandes Occidental, i Arenberg-Porte du Hainaut, al departament francès de Nord. En un primer moment l'etapa comptava amb 155,5 quilòmetres de recorregut, però les males condicions meteorològiques van fer que l'organització decidís suprimir dos trams de llambordes.
La victòria d'etapa va ser pel neerlandès Lars Boom (Belkin Pro Cycling Team), que s'imposà amb 19" sobre Jakob Fuglsang i el líder Vincenzo Nibali, ambdós de l'Astana Qazaqstan Team. L'exhibició de l'Astana va servir perquè Nibali augmentés les diferències sobre gairebé tots els seus rivals a més de dos minuts.

## Recorregut
Etapa que surt de Ieper, a la província belga de Flandes Occidental i que després d'uns 60 quilòmetres torna a entrar a França, al departament francès de Nord per dirigir-se fins a Wallers. L'etapa no compta amb cap cota puntuable però sí el pas per nou trams empedrats o de llambordes habituals en la París-Roubaix que totalitzen 15,4 quilòmetres: núm. 9 de Gruson (1.100 m al km 87) en direcció al Carrefour de l'Arbre no disputat, núm. 8 d'Ennevelin a Pont-Thibaut (1.400 m al km 103,5), núm. 7 de Mons-en-Pévèle (1.000 m al km 110), núm. 6 de Bersée (1.400 m al km 114,5), núm. 5 d'Orchies a Beuvry-la-Forêt (1.400 m al km 125,5), núm. 4 de Sars-et-Rosièress a Tilloy-lez-Marchiennes (2.400 m al km 131), núm. 3 de Brillon a Warlaing (1.400 m al km 135), núm. 2 de Wandignies-Hamage a Hornaing (3.700 m al km 140) i núm. 1 d'Hélesmes a Wallers (1.600 m al km 149). La sortida d'aquest darrer tram es troba a 5,4 km de l'arribada.
Per culpa de les males condicions meteorològiques del dia els sectors núm.7 (Mons-en-Pévèle) i núm.5 (Orchies a Beuvry-la-Forêt) van ser anul·lats, i l'etapa quedà retallada a 152,5 km en comptes dels 155,5 km previstos inicialment i deixà en 13 els quilòmetres amb llambordes.

## Desenvolupament de l'etapa

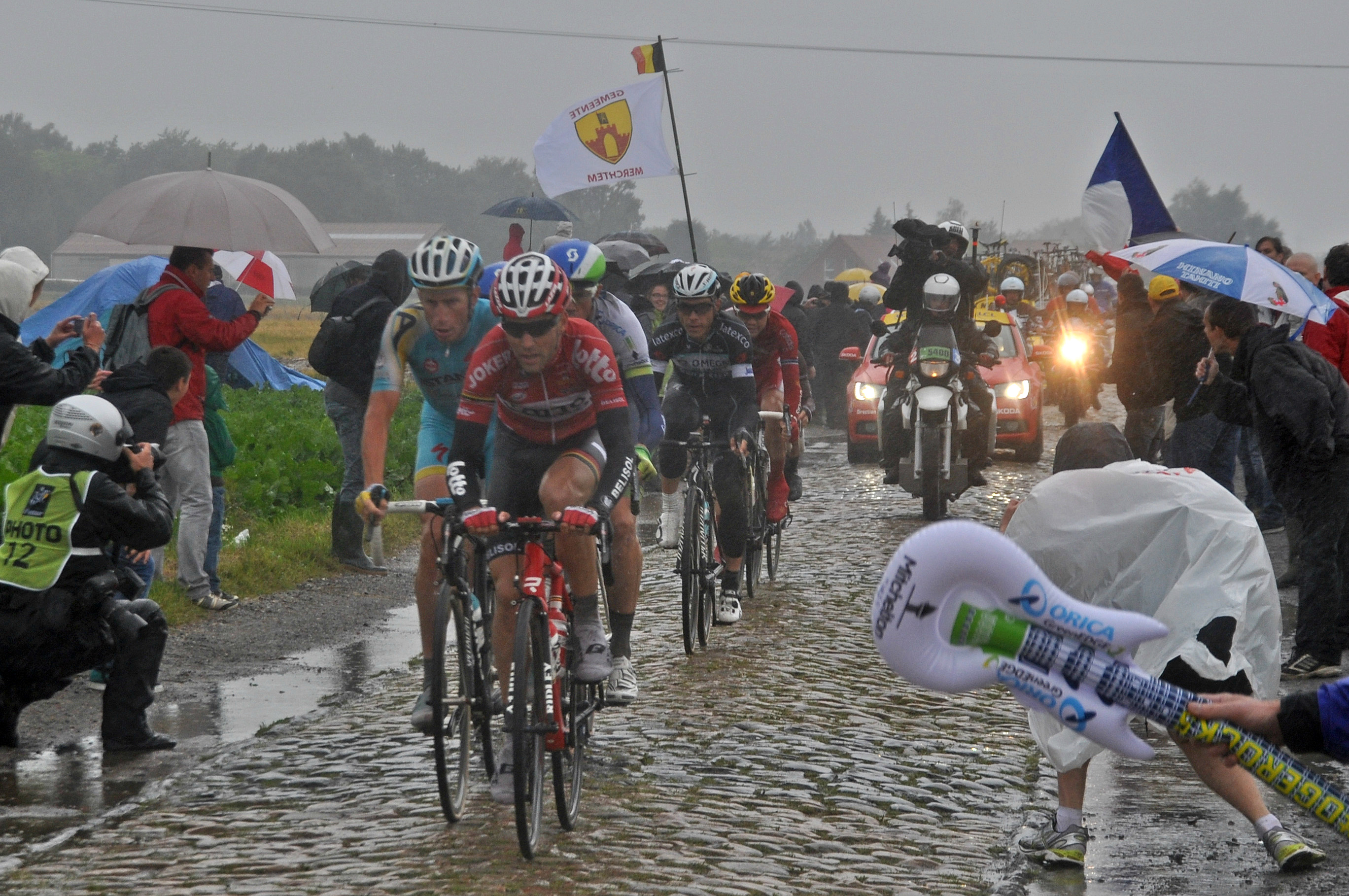
L'escapada de Tony Gallopin, Lieuwe Westra, Simon Clarke, Mathew Hayman, Tony Martin, Samuel Dumoulin i Rein Taaramäe encara amb dos minuts sobre el gran grup al tram de llambordes de Gruson.

Etapa marcada per la pluja caiguda durant tot el seu recorregut que convertia bona part del recorregut en una pista de patinatge i que va veure com el vigent vencedor de la cursa, el britànic Chris Froome (Team Sky), abandonava la cursa al quilòmetres 83 després d'haver patit dues caigudes abans, fins i tot, de començar els trams amb llambordes. Al mateix temps, l'equip Astana Qazaqstan Team, amb Vincenzo Nibali al capdavant, destrossaven la cursa i obtenien dos minuts d'avantatge sobre bona part dels favorits.
Al quilòmetre tres es formà una escapada integrada per 9 ciclistes, entre els quals hi havia Lieuwe Westra (Astana Qazaqstan Team) i Tony Martin (Omega Pharma-Quick Step), que obtingué una màxima diferència de 3' 05" al quilòmetre 60. Amb l'arribada de les llambordes la cursa va embogir. Abans de començar el primer tram Alejandro Valverde (Movistar Team) es va veure implicat en una caiguda i hagué de canviar la bicicleta per la del seu company José Joaquín Rojas, amb la qual hagué de fer els darrers 60 quilòmetres d'etapa. Això li impedí entrar al tram de llambordes de Gruson amb els favorits i quedà endarrerit. En sortir d'aquest primer tram Alberto Contador (Team Tinkoff-Saxo) també va perdre contacte amb Nibali i un petit grup capdavanter que va anar perdent unitats a mesura els ciclistes patien caigudes, sent els principals perjudicats Jurgen Van den Broeck (Lotto-Belisol) i Andrew Talansky (Garmin-Sharp). A manca de 28 quilòmetres un atac dels ciclistes del Belkin Pro Cycling Team Lars Boom i Sep Vanmarcke els va dur a contactar amb el grup d'escapats, però aleshores va arribar l'exhibició de l'Astana Qazaqstan Team, amb Westra, Nibali i Jakob Fuglsang imprimint un fort ritme i augmentant les diferències respecte als grups perseguidors, alhora que passaven a liderar la cursa en companyia de Boom. A l'entrada del darrer tram de llambordes, Boom deixà enrere Nibali i Fuglsang i es presentà a l'arribada amb 19" sobre els dos homes de l'Astana. Peter Sagan, Michał Kwiatkowski i Fabian Cancellara arribaren a poc més d'un minut, Jurgen Van den Broeck, Richie Porte i Andrew Talansky ho feren a poc més de dos minuts, Valverde a dos i mig i Contador perdé gairebé tres minuts.

## Resultats

### Classificació de l'etapa
|    | Ciclista                 | Equip                   | Temps      |
| -- | ------------------------ | ----------------------- | ---------- |
| 1  | Lars Boom (NED)          | Belkin Pro Cycling Team | 3h 18' 35" |
| 2  | Jakob Fuglsang (DEN)     | Astana Qazaqstan Team   | + 19"      |
| 3  | Vincenzo Nibali (ITA)    | Astana Qazaqstan Team   | + 19"      |
| 4  | Peter Sagan (SVK)        | Cannondale              | + 1' 01"   |
| 5  | Fabian Cancellara (SUI)  | Trek Factory Racing     | + 1' 01"   |
| 6  | Jens Keukeleire (BEL)    | Orica-GreenEDGE         | + 1' 01"   |
| 7  | Michał Kwiatkowski (POL) | Omega Pharma-Quick Step | + 1' 07"   |
| 8  | Lieuwe Westra (NED)      | Astana Qazaqstan Team   | + 1' 09"   |
| 9  | Matteo Trentin (ITA)     | Omega Pharma-Quick Step | + 1' 21"   |
| 10 | Cyril Lemoine (FRA)      | Cofidis                 | + 1' 45"   |

### Punts atribuïts
| 1r  | Lieuwe Westra (NED)        | Astana Qazaqstan Team   | 20 pts |
| 2n  | Simon Clarke (AUS)         | Orica-GreenEDGE         | 17 pts |
| 3r  | Mathew Hayman (AUS)        | Orica-GreenEDGE         | 15 pts |
| 4t  | Tony Martin (GER)          | Omega Pharma-Quick Step | 13 pts |
| 5è  | Samuel Dumoulin (FRA)      | AG2R La Mondiale        | 11 pts |
| 6è  | Rein Taaramäe (EST)        | Cofidis                 | 10 pts |
| 7è  | Tony Gallopin (FRA)        | Lotto-Belisol           | 9 pts  |
| 8è  | Peter Sagan (SVK)          | Cannondale              | 8 pts  |
| 9è  | Maciej Bodnar (POL)        | Cannondale              | 7 pts  |
| 10è | Kristjan Koren (SLV)       | Cannondale              | 6 pts  |
| 11è | Sep Vanmarcke (BEL)        | Belkin Pro Cycling Team | 5 pts  |
| 12è | Ramūnas Navardauskas (LTU) | Garmin-Sharp            | 4 pts  |
| 13è | Lars Ytting Bak (DEN)      | Lotto-Belisol           | 3 pts  |
| 14è | Andrí Hrivko (UKR)         | Astana Qazaqstan Team   | 2 pts  |
| 15è | Sebastian Langeveld (NED)  | Garmin-Sharp            | 1 pt   |

| 1r  | Lars Boom (NED)          | Belkin Pro Cycling Team | 30 pts |
| 2n  | Jakob Fuglsang (DEN)     | Astana Qazaqstan Team   | 25 pts |
| 3r  | Vincenzo Nibali (ITA)    | Astana Qazaqstan Team   | 22 pts |
| 4t  | Peter Sagan (SVK)        | Cannondale              | 19 pts |
| 5è  | Fabian Cancellara (SUI)  | Trek Factory Racing     | 17 pts |
| 6è  | Jens Keukeleire (BEL)    | Orica-GreenEDGE         | 15 pts |
| 7è  | Michał Kwiatkowski (POL) | Omega Pharma-Quick Step | 13 pts |
| 8è  | Lieuwe Westra (NED)      | Astana Qazaqstan Team   | 11 pts |
| 9è  | Matteo Trentin (ITA)     | Omega Pharma-Quick Step | 9 pts  |
| 10è | Cyril Lemoine (FRA)      | Cofidis                 | 7 pts  |
| 11è | Aleksandr Pórsev (RUS)   | Team Katusha            | 6 pts  |
| 12è | Mathew Hayman (AUS)      | Orica-GreenEDGE         | 7 pts  |
| 13è | Sep Vanmarcke (BEL)      | Belkin Pro Cycling Team | 4 pts  |
| 14è | Jan Bakelants (BEL)      | Omega Pharma-Quick Step | 3 pts  |
| 15è | Mark Renshaw (AUS)       | Omega Pharma-Quick Step | 2 pts  |

## Classificacions a la fi de l'etapa

### Classificació general
|    | Ciclista                    | Equip                   | Temps       |
| -- | --------------------------- | ----------------------- | ----------- |
| 1  | Vincenzo Nibali (ITA)       | Astana Qazaqstan Team   | 20h 26' 46" |
| 2  | Jakob Fuglsang (DEN)        | Astana Qazaqstan Team   | + 2"        |
| 3  | Peter Sagan (SVK)           | Cannondale              | + 44"       |
| 4  | Michał Kwiatkowski (POL)    | Omega Pharma-Quick Step | + 50"       |
| 5  | Fabian Cancellara (SUI)     | Trek Factory Racing     | + 1' 17"    |
| 6  | Jurgen Van Den Broeck (BEL) | Lotto-Belisol           | + 1' 45"    |
| 7  | Tony Gallopin (FRA)         | Lotto-Belisol           | + 1' 45"    |
| 8  | Richie Porte (AUS)          | Team Sky                | + 1' 54"    |
| 9  | Andrew Talansky (USA)       | Garmin-Sharp            | + 2' 05"    |
| 10 | Alejandro Valverde (ESP)    | Movistar Team           | + 2' 11"    |

### Classificació per punts
|    | Ciclista            | Equip         | Punts   |
| -- | ------------------- | ------------- | ------- |
| 1r | Peter Sagan (SVK)   | Cannondale    | 185 pts |
| 2n | Marcel Kittel (GER) | Giant-Shimano | 135 pts |
| 3r | Bryan Coquard (FRA) | Team Europcar | 121 pts |

### Classificació de la muntanya
|    | Ciclista            | Equip               | Punts |
| -- | ------------------- | ------------------- | ----- |
| 1r | Cyril Lemoine (FRA) | Cofidis             | 6 pts |
| 2n | Blel Kadri (FRA)    | AG2R La Mondiale    | 5 pts |
| 3r | Jens Voigt (GER)    | Trek Factory Racing | 4 pts |

### Classificació del millor jove
|    | Ciclista                 | Equip                   | Temps       |
| -- | ------------------------ | ----------------------- | ----------- |
| 1r | Peter Sagan (SVK)        | Cannondale              | 20h 27' 30" |
| 2n | Michał Kwiatkowski (POL) | Omega Pharma-Quick Step | + 03"       |
| 3r | Romain Bardet (FRA)      | AG2R La Mondiale        | + 1' 27"    |

### Classificació per equips
|    | Equip                   | Temps       |
| -- | ----------------------- | ----------- |
| 1r | Astana Qazaqstan Team   | 61h 21' 26" |
| 2n | Belkin Pro Cycling Team | + 4' 18"    |
| 3r | BMC Racing Team         | + 6' 05"    |

## Abandonaments
- Christopher Froome (GBR) (Team Sky). Abandona per caiguda.[7]